# Sjoerd Marijne
Sjoerd Marijne né le 20 avril 1974 à Bois-le-Duc, est un ancien joueur néerlandais et actuel entraîneur de l'équipe nationale féminine indienne.
Il a joué pendant dix ans dans le cadre de Den Bosch dans la Hoofdklasse.

## En tant qu'entraîneur de l'équipe féminine indienne
Il a entraîné l'équipe indienne lors de la Coupe du monde féminine de hockey sur gazon 2018, où l'Inde a perdu en quart de finale contre l'Irlande.

### Jeux olympiques de Tokyo 2020
Au début des Jeux olympiques de Tokyo, l'Inde était classée numéro 8 au monde et n'était pas considérée comme un concurrent sérieux. L'Inde a connu une performance historique sous sa direction, atteignant les demi-finales pour la première fois. Ils ont connu un début de tournoi catastrophique, s'inclinant successivement face aux Pays-Bas (1 - 5), à l'Allemagne (0 - 2) et à la Grande-Bretagne (1 - 4) en phase de groupes. Cependant, l'Inde a battu l'Irlande 1 - 0 et l'Afrique du Sud 1 4 - 3 pour se qualifier pour les quarts de finale. Là, ils ont étourdi alors le numéro un mondial. 3 Australie 1 - 0, pour passer en demi-finale pour la première fois de l'histoire. Cependant, l'Inde a perdu contre le numéro un mondial. 2 Argentine 1 - 2 en demi-finale et a dû se contenter de concourir pour le bronze,. L'Inde a perdu le match pour la médaille de bronze de peu contre la Grande-Bretagne 3 à 4 et a terminé quatrième. Marijne est largement reconnue pour le revirement de l'équipe indienne après des décennies de performances lamentables,.
Le 6 août 2021, après la défaite de l'Inde face à la Grande-Bretagne, Marijne a annoncé qu'il prendrait sa retraite en tant qu'entraîneur-chef de l'équipe féminine indienne pour passer plus de temps avec sa famille,,,.